# تنام أحمر الأرجل
تنام أحمر الأرجل (الاسم العلمي:Crypturellus erythropus) هو نوع من الطيور يتبع جنس التنام مخفي الذيل من فصيلة التنامية.
بعض العلماء قسم هذا النوع إلى أربعة أنواع منها :
- تنام جوال (الاسم العلمي:Crypturellus saltuarius)
- تنام كولومبي (الاسم العلمي:Crypturellus columbianus)
- تنام لائق (الاسم العلمي:Crypturellus idoneus)

إلا أن مؤتمر الهيئة الأميركية الجنوبية للتصنيف (بالإنجليزية: South American Classification Committee)‏ في 2006 لم يقبل ذلك.